# Печеньга (приток Кокшеньги)
Печеньга — река в Архангельской и Вологодской областях России.
Протекает по территории Устьянского и Тарногского районов. Исток находится в Архангельской области, среднее и нижнее течение (50 км) — в Вологодской области. Впадает в реку Кокшеньгу в 243 км от её устья по правому берегу.
Длина реки составляет 70 км, площадь водосборного бассейна, расположенного на плоской и волнистой заболоченной озёрно-ледниковой равнине, — 351 км². Уклон — 1 м/км. Населённых пунктов на реке нет.

## Данные водного реестра
По данным государственного водного реестра России и геоинформационной системы водохозяйственного районирования территории РФ, подготовленной Федеральным агентством водных ресурсов:
- Бассейновый округ — Двинско-Печорский
- Речной бассейн — Северная Двина
- Речной подбассейн — Северная Двина ниже места слияния Вычегды и Малой Северной Двины
- Водохозяйственный участок — Вага
- Код водного объекта — 03020300212103000030929

### Притоки
(указано расстояние от устья)
- 27 км: река Яхреньга (пр)